# Борисов, Игорь Андреевич
И́горь Андре́евич Бори́сов (5 апреля 1924, Москва — 10 октября 2003) — советский гребец, серебряный призёр Олимпийских игр. Заслуженный мастер спорта СССР (1954).

## Карьера
На Олимпиаде в Хельсинки в составе восьмёрки выиграл серебряную медаль.